# Snowboard nos Jogos Olímpicos de Inverno de 2014 - Halfpipe masculino
A competição do halfpipe masculino do snowboard nos Jogos Olímpicos de Inverno de 2014 ocorreu no dia 11 de fevereiro no Parque Extreme Rosa Khutor, na Clareira Vermelha em Sóchi.

## Medalhistas
| Ouro   | SUI Iouri Podladchikov |
| Prata  | JPN Ayumu Hirano       |
| Bronze | JPN Taku Hiraoka       |

## Programação
Horário local (UTC+4).
| Data            | Horário | Evento       |
| --------------- | ------- | ------------ |
| 11 de fevereiro | 14:00   | Qualificação |
| 11 de fevereiro | 19:00   | Semifinais   |
| 11 de fevereiro | 21:30   | Final        |

## Resultados

### Qualificação
| Pos. | Bateria | Bib | Atleta                 | 1ª descida | 2ª descida | Melhor | Notas |
| ---- | ------- | --- | ---------------------- | ---------- | ---------- | ------ | ----- |
| 1    | 1       | 2   | JPN Ayumu Hirano       | 92.25      | 64.75      | 92.25  | QF    |
| 2    | 1       | 6   | SUI Christian Haller   | 74.00      | 83.75      | 83.75  | QF    |
| 3    | 1       | 17  | SUI David Hablützel    | 48.75      | 81.00      | 81.00  | QF    |
| 4    | 1       | 1   | FRA Arthur Longo       | 79.25      | 20.75      | 79.25  | QS    |
| 5    | 1       | 19  | SLO Tim-Kevin Ravnjak  | 68.75      | 76.50      | 76.50  | QS    |
| 6    | 1       | 18  | CHN Shi Wancheng       | 76.00      | 15.50      | 76.00  | QS    |
| 7    | 1       | 5   | USA Greg Bretz         | 71.75      | 52.50      | 71.75  | QS    |
| 8    | 1       | 13  | IRL Seamus O'Connor    | 66.25      | 71.50      | 71.50  | QS    |
| 9    | 1       | 4   | FRA Johann Baisamy     | 71.25      | 36.75      | 71.25  | QS    |
| 10   | 1       | 20  | CAN Derek Livingston   | 34.25      | 70.25      | 70.25  |       |
| 11   | 1       | 16  | KOR Lee Kwang-ki       | 27.00      | 69.50      | 69.50  |       |
| 12   | 1       | 15  | NED Dimi de Jong       | 25.25      | 64.25      | 64.25  |       |
| 13   | 1       | 11  | RUS Nikita Avtaneev    | 34.50      | 63.75      | 63.75  |       |
| 14   | 1       | 3   | NED Dolf van der Wal   | 25.50      | 62.50      | 62.50  |       |
| 15   | 1       | 12  | RUS Pavel Kharitonov   | 58.75      | 54.50      | 58.75  |       |
| 16   | 1       | 10  | GBR Ben Kilner         | 43.50      | 16.25      | 43.50  |       |
| 17   | 1       | 8   | FIN Janne Korpi        | 28.00      | 41.00      | 41.00  |       |
| 18   | 1       | 9   | RUS Sergey Tarasov     | 23.00      | 39.50      | 39.50  |       |
| 19   | 1       | 7   | JPN Ryō Aono           | 37.50      | 13.00      | 37.50  |       |
| 20   | 1       | 14  | GBR Dominic Harington  | 12.75      | 37.25      | 37.25  |       |
| 1    | 2       | 25  | USA Shaun White        | 95.75      | 70.75      | 95.75  | QF    |
| 2    | 2       | 28  | JPN Taku Hiraoka       | 92.25      | 63.50      | 92.25  | QF    |
| 3    | 2       | 39  | USA Danny Davis        | 92.00      | 73.75      | 92.00  | QF    |
| 4    | 2       | 27  | CHN Zhang Yiwei        | 90.00      | 89.75      | 90.00  | QS    |
| 5    | 2       | 24  | USA Taylor Gold        | 81.50      | 87.50      | 87.50  | QS    |
| 6    | 2       | 33  | AUS Kent Callister     | 87.00      | 25.5       | 87.00  | QS    |
| 7    | 2       | 29  | AUS Nathan Johnstone   | 86.00      | 27.50      | 86.00  | QS    |
| 8    | 2       | 26  | SUI Iouri Podladchikov | 15.00      | 82.00      | 82.00  | QS    |
| 9    | 2       | 23  | SUI Jan Scherrer       | 43.50      | 69.75      | 69.75  | QS    |
| 10   | 2       | 21  | AUS Scott James        | 68.50      | 15.00      | 68.50  |       |
| 11   | 2       | 38  | GER Johannes Hoepfl    | 61.25      | 65.50      | 65.50  |       |
| 12   | 2       | 30  | CAN Crispin Lipscomb   | 29.25      | 65.25      | 65.25  |       |
| 13   | 2       | 40  | FIN Markus Malin       | 33.50      | 62.50      | 62.50  |       |
| 14   | 2       | 31  | KOR Kim Ho-jun         | 61.75      | 20.00      | 61.75  |       |
| 15   | 2       | 35  | SLO Jan Kralj          | 59.75      | 27.75      | 59.75  |       |
| 16   | 2       | 37  | POL Michał Ligocki     | 4.50       | 55.00      | 55.00  |       |
| 17   | 2       | 22  | JPN Ayumu Nedefuji     | 54.50      | 28.75      | 54.50  |       |
| 18   | 2       | 36  | FIN Ilkka-Eemeli Laari | 49.00      | 52.00      | 52.00  |       |
| 19   | 2       | 34  | CAN Brad Martin        | 31.25      | 22.50      | 31.25  |       |
| –    | 2       | 32  | FIN Peetu Piiroinen    | DNS        | DNS        | DNS    | DNS   |

QF – Qualifica-se diretamente à final; QS – Qualifica-se para as semifinais; DNS – Não começou

### Semifinais
| Pos. | Bib | Atleta                 | 1ª descida | 2ª descida | Melhor | Notas |
| ---- | --- | ---------------------- | ---------- | ---------- | ------ | ----- |
| 1    | 26  | SUI Iouri Podladchikov | 87.50      | 41.25      | 87.50  | Q     |
| 2    | 5   | USA Greg Bretz         | 83.00      | 44.25      | 83.00  | Q     |
| 3    | 33  | AUS Kent Callister     | 49.25      | 79.50      | 79.50  | Q     |
| 4    | 27  | CHN Zhang Yiwei        | 45.00      | 79.25      | 79.25  | Q     |
| 5    | 18  | CHN Shi Wancheng       | 15.50      | 78.50      | 78.50  | Q     |
| 6    | 19  | SLO Tim-Kevin Ravnjak  | 72.00      | 75.50      | 75.50  | Q     |
| 7    | 29  | AUS Nathan Johnstone   | 25.75      | 73.50      | 73.50  |       |
| 8    | 24  | USA Taylor Gold        | 26.00      | 60.75      | 60.75  |       |
| 9    | 13  | IRL Seamus O'Connor    | 54.00      | 43.00      | 54.00  |       |
| 10   | 4   | FRA Johann Baisamy     | 18.50      | 37.0       | 37.0   |       |
| 11   | 1   | FRA Arthur Longo       | 12.00      | 31.75      | 31.75  |       |
| –    | 23  | SUI Jan Scherrer       | DNS        | DNS        | DNS    | DNS   |

### Final
| Pos.              | Bib | Atleta                 | 1ª descida | 2ª descida | Melhor |
| ----------------- | --- | ---------------------- | ---------- | ---------- | ------ |
| Medalha de ouro   | 26  | SUI Iouri Podladchikov | 86.50      | 94.75      | 94.75  |
| Medalha de prata  | 2   | JPN Ayumu Hirano       | 90.75      | 93.50      | 93.50  |
| Medalha de bronze | 28  | JPN Taku Hiraoka       | 45.50      | 92.25      | 92.25  |
| 4                 | 25  | USA Shaun White        | 35.00      | 90.25      | 90.25  |
| 5                 | 17  | SUI David Hablützel    | 80.75      | 88.50      | 88.50  |
| 6                 | 27  | CHN Zhang Yiwei        | 87.25      | 58.50      | 87.25  |
| 7                 | 18  | CHN Shi Wancheng       | 81.00      | 25.00      | 81.00  |
| 8                 | 19  | SLO Tim-Kevin Ravnjak  | 72.25      | 16.50      | 72.25  |
| 9                 | 33  | AUS Kent Callister     | 40.00      | 68.50      | 68.50  |
| 10                | 39  | USA Danny Davis        | 53.00      | 45.25      | 53.00  |
| 11                | 6   | SUI Christian Haller   | 46.25      | 51.50      | 51.50  |
| 12                | 5   | USA Greg Bretz         | 21.75      | 26.50      | 26.50  |

Legenda
| Recorde mundial      | Recorde mundial (World record)               |                       | Recorde africano                      | Recorde africano (African) |                                           | Q | Classificado por posição (Qualified) |
| Recorde olímpico     | Recorde olímpico (Olympic record)            | Recorde da América    | Recorde da América (Americas)         | q                          | Classificado por melhor tempo (Qualified) |   |                                      |
| Melhor marca do ano  | Melhor marca do ano (World leading)          | Recorde asiático      | Recorde asiático (Asian)              | DNS                        | Não largou (Did not start)                |   |                                      |
| Recorde nacional     | Recorde nacional (National record)           | Recorde europeu       | Recorde europeu (European)            | DNF                        | Não terminou (Did not finish)             |   |                                      |
| Recorde pessoal      | Recorde pessoal do atleta (Personal best)    | Recorde da Oceania    | Recorde da Oceania (Oceania)          | DSQ / DQ                   | Desclassificado (Disqualified)            |   |                                      |
| Recorde da temporada | Recorde da temporada do atleta (Season best) | Recorde sul-americano | Recorde sul-americano (South America) | NM                         | Sem marca (No mark)                       |   |                                      |